# An Hiệt
An Hiệt (chữ Hán: 安颉, ? – 431), sinh quán Liêu Đông, là tướng lĩnh nhà Bắc Ngụy trong lịch sử Trung Quốc. Ông có công bắt sống Hạ đế Hách Liên Xương.

## Xuất thân
Tổ tiên của Hiệt tên Thế Cao, là thị tử (Vương tử của thuộc quốc đến nhà Hán để hầu hạ vua Hán) của nước An Tức (tức đế quốc Parthia) đến Lạc Dương vào đời Hán. Hậu duệ của Thế Cao lấy tính là An, trải qua các đời Ngụy, Tấn, tránh loạn đến Liêu Đông, định cư ở đấy.
Hiệt là con trai thứ ba của Cao Dương công An Đồng.

## Cuộc đời và sự nghiệp

### Khởi nghiệp
Hiệt giỏi tranh biện, nhiều mưu lược, có phong thái giống cha nhất. Đầu thời Minh Nguyên đế, làm Nội thị trưởng, nhận lệnh tra xét việc cất nhắc bá quan. Hiệt vạch trần những chỗ gian trá, không ai tránh khỏi. Thường báo lên những việc làm của cha mình, nên được Minh Nguyên đế cho là trung, đặc biệt gần gũi, sủng ái.

### Tham gia đánh Hạ
Hiệt làm Giám quân thị ngự sử, theo tướng Ngụy là Đạt Hề Cân từ Trường An truy kích Hạ đế Hách Liên Xương đến An Định. Cân cho rằng ngựa chết nhiều vì bệnh dịch, binh sĩ đói kém vì thiếu lương thực, bèn dựa vào lũy dày mà cố thủ, sai bọn Khâu Đôn Đôi đốc tô ở trong dân, bị quân Hạ đánh bại. Hách Liên Xương tỏ ra kiêu căng, hằng ngày đến uy hiếp, khiến quân Ngụy không dám ra khỏi thành để tìm rơm rạ cho ngựa, sinh lòng lo sợ. Hiệt đề nghị tập kích Xương, Cân cho rằng thiếu ngựa thì khó thắng, kiên quyết cố thủ đợi cứu binh đến. Hiệt lấy cớ lòng quân sa sút, không thể kéo dài tình trạng này, ra sức tranh luận với Cân, nhưng ông ta rốt cục không nghe. Hiệt bèn ngầm cùng Úy Trì Quyến bày mưu, tập hợp số kỵ binh ít ỏi trong quân để đợi quân Hạ. Hách Liên Xương đến đánh lũy, Hiệt xông ra đón đánh. Xương đứng trước trận của quân Hạ, quân Ngụy nhận ra, tranh nhau đến bắt. Gặp lúc trời nổi gió lớn, bụi bay tối tăm mặt mũi, quân Hạ rối loạn bỏ chạy, ngựa của Xương khuỵu ngã, Hiệt bắt được ông ta, giải về kinh sư. Thái Vũ đế rất hài lòng, bái Hiệt làm Kiến tiết tướng quân, ban tước Tây Bình công, thay Khâu Đôn Đôi cầm quân. Đạt Hề Cân xấu hổ vì không lập công, đem khinh kỵ truy kích Hách Liên Định, thua trận bị bắt. Hách Liên Định thừa thắng giành lại Trường An, có chiếu sai Hiệt trấn thủ Bồ Phản để chống lại ông ta.

### Tham gia đánh Tống
Tướng Lưu Tống là Đáo Ngạn Chi đánh vùng Hà Nam để cứu viện nước Hạ. Thái Vũ đế cho rằng quân Ngụy không đủ, bèn cho phép họ bỏ 3 trấn Hà Nam rút sang bờ bắc. Ngạn Chi chiếm lấy bờ nam Hoàng Hà, tiến đến Đồng Quan. Thái Vũ đế tự mình tấn công Hách Liên Định, lấy Hiệt làm Quan quân tướng quân, đốc chư quân chống lại quân Tống. Đáo Ngạn Chi sai bộ tướng Diêu Túng Phu tấn công Bồ Phản, Hiệt đánh trả, chém hơn 3000 thủ cấp, quân Tống chết đuối rất nhiều. Hiệt bèn vượt sông, chiếm lấy Lạc Dương, bắt hơn 20 tướng Tống, chém 5000 thủ cấp. Hiệt phá vỡ Hổ Lao, tướng Tống là Ti Châu thứ sử Doãn Xung nhào xuống thành mà chết. Ông lại cùng Lang Da vương Tư Mã Sở Chi hạ Hoạt Đài, bắt tướng Tống là Chu Tu Chi, Lý Nguyên Đức và Đông Quận thái thú Thân Mô cùng hơn vạn binh sĩ. Hiệt bèn chấn chỉnh quân đội, quay về kinh sư.

## Cái chết
Năm Thần Gia thứ 4 (431) ông mất, được tặng Chinh nam đại tướng quân, Nghi đồng tam tư, tiến tước làm vương, thụy là Tương. Hiệt làm tướng, giỏi vỗ về sĩ tốt; khi mất, hàng binh Tống không ai không than tiếc.